# Kapilarita
Pojem kapilarita označuje skupinu fyzikálních jevů (kapilární jevy), které jsou úzce spojeny s existencí povrchového napětí kapaliny, adheze a koheze. Kapilární jevy jsou pozorovány především v úzkých trubicích, kapilárách, odkud také pochází jejich označení.
Mezi kapilární jevy patří především kapilární elevace a deprese a existence krajového úhlu.
Jako kapilarita bývá také označována vzlínavost, tedy schopnost látek vést kapalinu vzhůru (proti směru gravitačních sil) působením kapilárních sil.